# 星野氏
星野氏（ほしのし）は、日本の氏族。
- 尾張星野氏は、源頼朝の伯父（由良御前の兄）である熱田神宮大宮司星野範信（熱田大宮司流）を祖とし、院近臣などを多く輩出して天の羽衣の調進役なども務めた[1][2]。（藤原南家季範流熱田神宮大宮司家・熱田大宮司流）
- 筑後星野氏は、源頼朝の推挙で議奏となった徳大寺実定の子・星野胤実を祖とし、生葉郡・竹野郡に1000町(約1万石)を領した国人領主。
- 上野国の星野氏は、清和源氏流であり、星野あい（津田塾大学学長）、星野直樹（満洲国国務院総務長官）などが出た[2]。
- 藤原北家に連なる星野氏
- 伊賀の宇多源氏佐々木流の星野氏
- 越後の桓武平氏清盛流の星野氏
- その他に陸奥国、越後国、武蔵国、河内国、丹後国、紀伊国、安芸国、豊前国などにも諸流が存在する[2]。
- このうち、下記の本項では、筑後国の星野氏について述べる。

筑後星野氏（ちくごほしのし）は、筑後国生葉郡星野邑を拠点とした大身の国人領主。鎌倉時代初期に興り、生葉郡・竹野郡などに1000町(約1万石)を領し、筑後十五城の一つに数えられた。南北朝時代は南朝方として懐良親王・良成親王を奉じて活躍したが、戦国時代に立花山城の戦いで所領を失い、その後は小城藩士などとして九州を中心に存続した。

## 出自
嘉禄二年(1226年)、源頼朝の推挙で議奏となった徳大寺実定の子（あるいは 後鳥羽院の子）の星野胤実が、猫尾城主黒木大蔵大輔源助能の猶子となって筑後に下り、筑後星野氏の祖となったと伝えられている。八女市黒木町に伝わる近世初期の『黒木物語』によれば、胤実の母は待宵の小侍従とされ、現在も上臈という地名が残されている。『黒木物語』では星野氏の出自にまつわる悲話が語られており、後にこの地を訪れた柳原白蓮（大正天皇の従妹）の歌碑が黒木大藤近くの公園に建てられている。
公安三年（1279年）年、星野胤実が霊夢の中で神託を受け小室谷付近で金鉱を発見したのを星野金山の始まりとする言い伝えがある（『星野家譜』）。

## 南北朝時代
南北朝時代において、星野氏は菊池氏とともに南朝方として一貫し、重要な位置を占めた。
延元元年/建武3年（1336年）、九州へ落ち延びた足利尊氏との多々良浜の合戦に、星野家能が菊池氏・阿蘇氏らとともに出陣したが、松浦党の裏切りによって敗北した。
正平14年（1357年）、菊池武光が征西将軍懐良親王（後醍醐天皇の第八皇子）を奉じて少弐氏と戦った筑後川の戦いに、星野忠実・鎮種・実世らも出陣して勝利し、南朝の征西府が大宰府を押さえることとなる。明の太祖は倭寇の鎮圧にあたり、懐良親王を「良懐」の名で「日本国王」に冊封した。
文中元年/応安5年（1372年）6月、室町幕府によって九州探題に任じられた今川貞世（了俊）の活躍により、征西府は大宰府を失った。文中2年/応安6年（1373年）菊池武光が病死し、文中3年/応安7年（1374年）には懐良親王が征西将軍職を良成親王（後村上天皇の第六皇子）に譲り星野村大円寺に退くなど、九州南朝方は弱体化したが、その後も星野氏は菊池氏、五条氏、黒木氏、草野氏らとともに、征西将軍宮良成親王を擁して戦った。文中3年（1374年）、生葉荘に攻め入った今川軍を、星野氏は出撃して撃退している。天授元年（1375年）、今川了俊と少弐冬資が不和になった際には、星野実能は冬資の弟少弐頼澄を妙見城に預かった（少弐冬資は水島の変で誅殺）。
元中八年（1391年）、八代の名和氏が降伏し、九州南朝方の拠点は、筑後の矢部と星野だけになり、明徳三年（1392年）に南北朝合一をむかえることとなる。

## 戦国時代
筑後十五城（ちくごじゅうごじょう）と呼ばれる大身の1つとして大友氏幕下で勢力を維持したが、大内氏に通じるなどし、たびたび独立を試みた。

### 星野重泰
星野常陸介重泰は大友氏に従わなかったため、大友義長は妙見山城を包囲した。少弐資元も大友氏を支援して兵を送ったが、妙見山城は難攻不落でいたずらに日を重ねた。その後、大友義長の家臣竹尾新左衛門が偽って星野重泰に仕え、その信任をえてついに入浴中の重泰を殺害することに成功した。重泰の死によって妙見山城も落ち、義長は星野筑後守親実を妙見山城主とした。
永正十四年（1517年）大友義長が残した遺言状に「星野九郎は重泰の息子である。重泰は度々征伐を行ったが手にかけることはできなかった。それを臼杵安芸守の知謀によって、竹尾新左衛門に暗殺させた。（中略）星野九郎の兄弟子孫は絶対許してはならぬ」との旨の記述がある。

### 星野親忠
天文2年(1533年)、大友義鑑は、自立して従わなかった星野親忠を生葉城に攻め、攻略できなかった。天文3年(1534年)、大友義鑑は、京に使いを送って幕府令を受け、九州の兵を募って星野を攻略にかかった。星野親忠はよくこれを禦ぎ戦ったが、天文4年(1535年)閏五月に至り城を脱し、新潟県藍川(北魚沼郡)に落去したと伝えられている。この子孫は今も小千谷市にあり、越後国小千谷・川口方面を拠点としていた平子氏（大内氏重臣仁保氏の親族）の手引きによるものとされている。

### 星野吉実
戦国時代の星野吉実（ほしの よしざね）は、龍造寺隆信が黒木氏の所領に侵攻した際、同族である黒木氏の側に立ち、自らは黒木氏の猫尾城に入り、次男の正実（まさざね）を福丸城に配して抗戦した。吉実の嫡男の親忠（ちかただ）は、侵攻してきた大内義隆、毛利元就の数万の兵と妙見城にて戦い討死。正実が周防方に組した時、親忠の弟の重実（しげざね、表記は「鎮実」とも）は大友氏方に属して戦った。

### 星野鑑泰
重実には子がおらず、蒲池氏（蒲池鑑広とされる）に嫁いだ娘の子である蒲池鑑泰（あきやす、のち鎮泰（しげやす））が母方の星野氏の名跡を継ぎ、重実の死後、大友方として白石城、福丸城と転戦し、肥後国勝山にて討死した（「鑑」の字や「鎮」の字を大友義鑑や義鎮（宗麟）から賜っていることからも大友氏に従属していたことがうかがえる）。鑑泰の嫡男の鎮虎（しげとら）は、白石城にて龍造寺氏を迎え撃つが守りきれず、豊後国に逃れた。鑑泰の次男の鎮胤（しげたね）は福丸城から筑後鷹取城に移り、正実の子の高実（たかざね）の所領1000町を領した。

### 立花山城の戦い（高鳥居城の戦い）
天正14年（1586年）8月に、星野鎮胤（吉実）と弟の鎮元（しげもと）は、立花山城の戦いにおいて島津軍の殿として立花宗茂と戦い筑前国糟屋郡高鳥井城にて討死した。

## その後
鎮胤（吉実）の子である長虎丸（鎮之（しげゆき））と弟の熊虎丸は、父の筑前出陣中、本城を守っていたが、老臣・星野右衛門佐が叛き、鍋島氏によって鎮圧された。その為、長虎丸と熊虎丸は鍋島氏の家臣となった。弟・熊虎丸は、元服して星野七兵衛親昌と云い鍋島直茂に仕えた後、元和3（1617）年小城藩創設時に、直茂より譲り受けた八十三士の一人として鍋島元茂の家臣となった（小城藩士星野家）。兄・鎮之の系譜は佐賀藩において連なり、『葉隠』には、星野了哲の記述が、『葉隠考補方六巻』には星野惣右衛門英鉄（後に入道英鉄）が佐賀楠神社の創始者の一人である記述が見受けられる。
近代では、久留米高等女学校（現・明善高等学校）や久留米女子職業学校（現・久留米高等学校）などの開設に貢献した星野フサなどが出ている。また、越後においては衆議院議員や小千谷市市長をつとめた星野行男、新潟県議会議長をつとめた星野伊佐夫などがいる。
黒木瞳（女優）は、星野家の重臣をつとめた樋口家の子孫である。
白壁の街並みで有名なうきは市の筑後吉井は、星野氏の離散により、その城下町が移動して形成された。
福岡市博多区吉塚は、立花山城の戦いで戦死した星野鎮胤（吉実）と星野鎮元(吉兼)の兄弟を祀る吉塚地蔵尊に因んだ地名である。

## 関連作品
- 北方謙三（1993）『武王の門』新潮社（小説）- 懐良親王の静養の地として星野谷が登場する。
- 太郎良盛幸・佐藤一則（2012）『九州の南朝』新泉社（小説）- 良成親王の時代も描かれている。
- 赤神諒（2020）『大友二階崩れ』講談社文庫（小説）- 第9回日経小説大賞受賞小説「義と愛と」を改題したもの。副主人公の吉弘鑑広の妻として星野家の姫が登場する。